# Gesellschaft für Bayerische Musikgeschichte
Die Gesellschaft für Bayerische Musikgeschichte e. V. ist ein eingetragener Verein mit Sitz in München. 
Vereinszweck ist es, die musikalische Vergangenheit und Gegenwart derjenigen Gebiete Deutschlands zu erforschen und zu dokumentieren, die seit Beginn des 20. Jahrhunderts zu Bayern gehörten. Sie will die erhaltenen und weithin verstreuten Denkmäler früherer bayerischer Musikkultur erfassen, für ihre Erhaltung Sorge tragen und sie der Musikforschung und Musikpraxis zugänglich machen.
Die Gesellschaft für Bayerische Musikgeschichte wurde 1957 gegründet, die Gründungsmitglieder waren Thrasybulos Georgiades, Hans Halm, Oskar Kaul, August Scharnagl, Ernst Fritz Schmid, Hans Schmid, Bruno Stäblein, Otto Ursprung und Erich Valentin. Im Folgejahr erwarb sie das Vermögen der 1899 gegründeten Gesellschaft zur Herausgabe der Denkmäler der Tonkunst in Bayern und damit auch die Rechte an der Reihe Denkmäler der Tonkunst in Bayern, die sie seitdem herausgibt.
Des Weiteren zeichnet sie u. a. für die Hans-Leo-Haßler-Gesamtausgabe verantwortlich. Die Zeitschrift Musik in Bayern erscheint jährlich. Das Bayerische Musiker-Lexikon Online entstand in Zusammenarbeit mit dem Institut für Musikwissenschaft der Ludwig-Maximilians-Universität München und der Bayerischen Staatsbibliothek. Im Auftrag des Bayerischen Staatsministeriums für Wissenschaft, Forschung und Kunst erfasst die Gesellschaft für Bayerische Musikgeschichte, unterstützt von Orgelfachleuten, die Orgeldatenbank Bayern mit dem Ziel, sämtliche Orgeln in Bayern zu erfassen und inventarisieren.

## Vorsitzende
| Zeitraum  | 1. Vorsitzender |
| --------- | --------------- |
| 1957–1967 | Oskar Kaul      |
| 1967–1978 | Bruno Stäblein  |
| 1978–1980 | Hermann Beck    |
| 1981–2001 | Theodor Göllner |
| seit 2001 | Hartmut Schick  |